# Musealisierung
Der Begriff Musealisierung, das zugehörige Verb musealisieren und das abgeleitete Adjektiv museal haben ihre sprachlichen und ideellen Wurzeln in dem Wort Museum. Die Begriffe Museifizierung und Musealisation werden deckungsgleich verwendet. Der ebenfalls verwandte Begriff Musealität wird als das Ergebnis des Prozesses Musealisierung bezeichnet. Musealisieren bedeutet, Belege der Vergangenheit auszuwählen, aufzubewahren und zu präsentieren. Im Zuge der Musealisierung erhalten die Zeugnisse sowohl eine Erinnerungs- als auch eine Bedeutungsfunktion. Musealisierte Objekte werden zu Erinnerungs- und Bedeutungsträgern. Der Begriff Musealisierung wird jedoch nicht nur auf Objekte angewandt, sondern auch auf Ensembles und städtische Kontexte bezogen. Er taucht z. B. in der Umnutzung von Industrieanlagen oder Bauernhöfen in (Freilicht)museen auf, sowie in Bezug auf Veränderungsprozesse in denkmalgeschützten Altstadtbereichen insbesondere solchen, die im Zusammenhang mit touristischer Nutzung stehen.
Unter dem Schlagwort Musealisierung beschäftigte sich in den 1980er Jahren ein Diskussionskreis aus Museumspädagogen mit der „Aktivierungsform des eher statisch wirkenden Begriffs Museum“.  Bei der Beschäftigung mit dem Begriff Musealisierung ging es den Museumspädagogen darum, „Musealisierungserscheinungen außerhalb der Museumstüren“ zu untersuchen. Anlass für die Untersuchung war die These, dass „in der Geschichte der Menschheit niemals so massiv Historisierung betrieben wurde, wie heute“. Die Museumspädagogen leiten Definitionen der Musealisierung aus den Museumsfunktionen Sammeln, Aufbewahren, Aufbereiten und öffentliches Präsentieren ab.

## Warum wird musealisiert?
Der Grund, den die Museumsforscher für Musealisierung angeben, ist der Wunsch, Objekte der Vergangenheit zu bewahren, um Vergänglichkeit und Entfremdung zu überwinden. Karl-Josef Pazzini formuliert: „Das Museum mildert die Vergänglichkeit menschlichen Lebens und der Produkte des Menschen.“ Hermann Lübbe sieht den Grund für einen Musealisierungstrend in dem Bedürfnis, einen „änderungstempobedingten Vertrautheitsschwund“ zu kompensieren. Das Lebensgefühl der Vertrautheit gehe zum Beispiel durch „zu viel Neubau“ verloren, meint Lübbe. Dass „Vergangenheitszugewandtheit“ mit dem Tempo „zivilisatorischer Modernisierungsprozesse“  zunimmt, vertritt neben Lübbe auch Treinen.

## Musealisierungsmerkmale
Eva Sturm beschreibt Musealisierung als „eine Umgangsform von Subjekten mit Objekten“, die folgende Merkmale einschließt:
- Eine Entfunktionalisierung bzw. Funktionsveränderung
- Eine Kontextveränderung, die auch die Einfügung in einen neuen Kontext (das Museum) bedeutet
- Ein neues Verhältnis des Subjektes (Betrachters) zum Objekt, in dem der Betrachter „eine Gebärde der Besichtigung“ einnimmt[11]

Ein Beispiel für eine Funktionsveränderung eines Objektes ist zum Beispiel ein Krug, der im Museum seine ursprüngliche Funktion, den Wassertransport, verliert. Stattdessen übernimmt er eine Repräsentationsfunktion und steht so z. B. für die Handwerkskunst eines Volksstammes. Nelle definiert die Funktionsänderung im städtischen Kontext als Modifikation oder Diversifizierung der Nutzung öffentlicher Räume, die mit Nutzungsänderungen der Gebäude zusammenhängt. Die neuen Funktionen in historischen Innenstädten repräsentieren demnach Geschichte, bieten Informationen über die Vergangenheit und begegnen den Besucherwünschen nach Unterkunft, Verpflegung und (Andenken-)Einkauf. Nach Nelle zeichnet sich ein musealisiertes städtisches Umfeld, das eine Funktionsänderung erfahren hat durch eine Dominanz von (Erdgeschoss-)Einrichtungen für die Zielgruppe Touristen aus, sowie die Nutzung öffentlicher Räume für Präsentationen, die sich an Touristen richten. Damit geht oftmals eine Dominanz von Besuchern in öffentlichen Räumen einher.
Sturms zweites Musealisierungsmerkmal, die Kontextveränderung lässt sich für Objekte wiederum am Beispiel des Krugs gut nachvollziehen. Sturm spricht von Entzeitlichung und der Veränderung des Realitätsgrades eines Objektes. Für den städtischen Zusammenhang erklärt Nelle, dass es sich selten um die Versetzung von Gebäuden handelt, sondern um die Veränderung von Charakteristika, die einen urbanen Kontext ausmachen, wie z. B. die Modifikation von Verkehrssystemen (Einführung von Fußgängerzonen), Fassadengestaltung, Straßenmöblierung und die Aneignung durch Nutzer. Sie spricht von der Abwesenheit von "Gegenwartszeichen" (Werbung, Autos etc.) und der Präsenz von "Inszenierungszeichen" (historisch wirkenden Straßenlaternen, Kutschen etc.).
Sturms drittes Merkmal, das „Verhältnis zwischen Subjekt und Objekt, in dem der Betrachter ‚eine Gebärde der Besichtigung‘ einnimmt“, bezieht sich auf das Verhalten von Museumsbesuchern (betrachtenden Subjekten) gegenüber Exponaten (betrachteten Objekten). Dieses Merkmal ist ebenfalls im städtischen Kontext anzutreffen. Die unterschiedliche Aneignung öffentlicher Räume durch Touristen und Einheimische wird z. B. von Urry (Urry, 1990, p. 120) und Orbasli (2000, p. 55) beschrieben. Laut Nelle liegt Musealität im Sinne des Merkmals der Gebärde der Besichtigung in öffentlichen Räumen dann vor, wenn eine Dominanz von Touristen zu verzeichnen ist.

## Beurteilung von Musealisierung
Die negative Einschätzung von Musealisierung im Kontext der Literatur über Stadterhaltung, Denkmalpflege, Rekonstruktion und Erbe-Tourismus lässt sich in zwei Argumentationslinien fassen:
1. Eine Kritik an einer Nostalgiebewegung, die die Unsicherheit in einer sich ständig verändernden Welt mittels einer Vergangenheitszugewandtheit kompensieren sucht. Laut der Kritiker[14] verhindern Bilder, die bemüht sind Vergangenheit zu präsentieren bzw. visuell wiederherzustellen, Fortführung der Baugeschichte in die Gegenwart. In diesem Zusammenhang kann auch die Debatte um Stadtbildpflege versus Stadtdenkmalpflege und Restaurieren versus Konservieren gesehen werden.
2. Eine Kritik an der Kommerzialisierung öffentlicher Räume, die mit Gentrifizierungsprozessen assoziiert wird. In diesem Zusammenhang werden z. B. von Tjoa-Bonatz[15] (1999, S. 251), Jones und Varley (1999, p. 1563) städtische Veränderungsprozesse beschrieben, bei denen die Förderung von Tourismus Verdrängungsprozesse verursachte. Die Vermarktung historischer Werte für den Tourismuskonsum und die zunehmende Angleichung historischer Stätten, die für den Fremdenverkehr hergerichtet werden, zeigen Autoren wie Orbasli[16], Graham, Ashworth and Tunbridge[17] auf.

Im Gegensatz dazu ist in der Vermarktung historischer Ortschaften der Vergleich eines Stadtkerns mit einem Museum positiv belegt. Broschüren und Reiseführer zeichnen Orte als besonders sehenswert aus, in dem sie sie als lebendige Museen beschreiben. Die Reise in die Vergangenheit wird von ihnen als attraktives Urlaubserlebnis angepriesen.